# Cnemidophorus cozumelae
Cnemidophorus cozumelae är en ödleart som beskrevs av  Hans Friedrich Gadow 1906. Cnemidophorus cozumelae ingår i släktet Cnemidophorus och familjen tejuödlor.

## Underarter
Arten delas in i följande underarter:
- C. c. cozumelae
- C. c. maslini
- C. c. rodecki